# 하워드 스타크
하워드 스타크(Howard Stark)는 마블 코믹스가 발행하는 만화책의 등장인물로, 아치 굿윈과 돈 헥에 의해 만들어졌다. 토니 스타크 (아이언맨)의 아버지로 잘 알려져 있으며, 스타크 인더스트리의 설립자이다.